# Wendling
Wendling es una localidad del distrito de Grieskirchen, en el Estado de Alta Austria, Austria. Tiene una población estimada, a principios del año 2021, de 860 habitantes. 
Está ubicada en la zona centro-oeste del Estado, a poca distancia al sur del río Danubio y al oeste de Linz —la capital del Estado—.